# Jurij Dołgorukow (1602–1682)

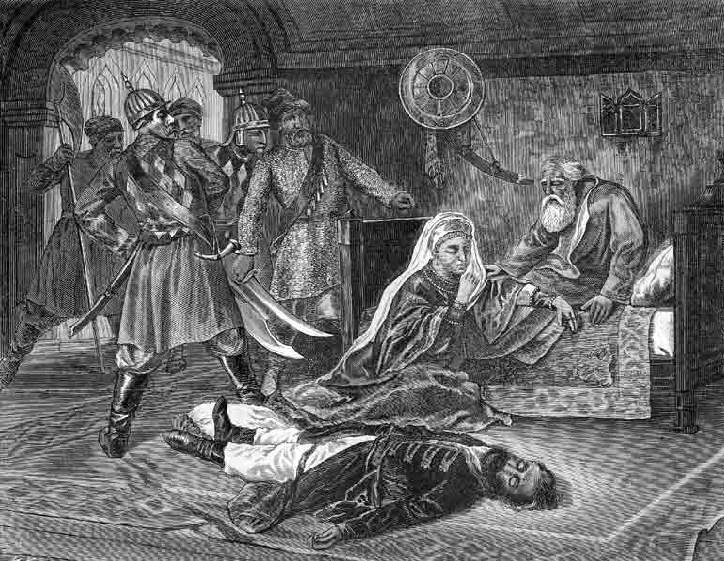
Śmierć Dołgorukich. Grawiura z 1875

Jurij Aleksiejewicz Dołgorukow (ros. Юрий Алексеевич Долгоруков, ur. w 1602, zm. 15 maja 1682 w Moskwie) – rosyjski kniaź, wojewoda nowogrodzki i moskiewski, uczestnik wojen polsko-rosyjskich, dowódca armii w wojnie polsko-rosyjskiej 1654-1667.
Brał udział w bitwie pod Szkłowem w 1654 roku. W 1658 roku pokonał wojska dowodzone przez hetmana polnego litewskiego Wincentego Gosiewskiego pod Werkami i zajął Wilno. W roku 1660 stoczył nierozstrzygniętą bitwę nad rzeką Basią. Dowodził wojskami rosyjskimi tłumiącymi powstanie chłopskie wywołane przez kozaka Stiepana Razina. Został wojewodą moskiewskim i dowódcą wojsk strzeleckich.
Zabity razem z synem Michaiłem Jurewiczem Dołgorukowem w czasie powstania moskiewskiego 1682 (tzw. bunt strzelców).